# Azochis trichotarsalis
Azochis trichotarsalis là một loài bướm đêm trong họ Crambidae.